# Калідаса
Калідаса (деванагарі कालिदास — «слуга Калі») — один з найвидатніших індійських поетів, що використовували санскрит, найвеличніший поет індійського середньовіччя.

## Біографія
Час та обставини життя Калідаси достеменно невідомі. Існує індійський віршований вислів, що поміщає Калідасу при дворі царя Вікрами або Вікрамадітьї, разом з іншими «дев'ятьма перлинами» його двору. Новіші пам'ятники індійської літератури вважають цим Вікрамою царя Бходжу, володаря Малави, що царював у Дхарі й Уджайні, близько 1040—1090 р. Існує навіть апокрифічний (пізніший) твір індійської літератури, у якому зображується життя Калідаси при названому дворі. Драми й інші твори Калідаси не містять у собі ніяких прямих вказівок на час їхнього твору. Згадування про грецьких невільниць свідчить про порівняно пізній час, а форми пракриту в промовах деяких діючих осіб указують на велику хронологічну відстань, що відокремлює їх від мови написів царя Ашоки або Піядасі. Сумнівно, однак, щоб Калідаса жив в XI столітті, тому що твори інших письменників цього століття явно свідчать про літературний занепад, тоді як драми Калідаси являють собою кульмінаційний пункт індійської поезії.
Раніше поміщали Калідасу в I століттю до н. е., однак зараз відмовилися від даної точки зору, оскільки тоді було б вправі очікувати великої різниці в культурно-історичному відношенні, між драмами Калідаси й творами іншого індійського драматурга — Бхавабхуті, приналежність якого до VIII століття встановлена досить міцно. Тим часом, зміст тих й інших указує на їхню порівняльну близькість за часом виникнення. Голландський санскритист Керн, ґрунтуючись на астрологічних даних, наявних у творах передбачуваного сучасника Калідаси — астронома Варагамігіри, відносить останнього до першої половини VI століття. У відношенні до Калідаси це припущення гарно гармоніює із зазначеним уже фактом близькості Калідаси й Бхавабхуті.
Південні буддисти також категорично відносять Калідасу до VI в. До VI в. відносить Калідасу й Фергюсон, відомий своїми роботами в області індійської хронології. Якобі, ґрунтуючись на астрологічних даних, у поемах, приписуваних Калідасі, приходить до висновку, що їхній автор не міг жити раніше 350 року.
Таким чином, хоча індійська традиція відносить життя Калідаси до I в. до н. е., але загальний характер його творчості й зокрема його поетична техніка, що виявляє знайомство з даними грецької астрономії IV в. і ряд інших рис змушують європейських дослідників віднести його до IV—V ст. н. е. — в час династії Гупта, царі якої носили титул Вікрамадітьї.
Про життя поета розповідають тільки легенди. За легендою він відрізнявся вродою, завдяки чому одружився з принцесою. Однак, легенда стверджує, що Калідаса виріс без освіти, й принцеса соромилася його неуцтва і неотесаності. В період зневіри, на порозі самогубства через кпини дружини, він звернувся до богині Калі, а Калідаса означає буквально слуга Калі, й отримав несподіваний дар красномовства. Говорять, що після цього він став найкращим із «дев'яти діамантів» палацу раджі Вікрамадітья в Удджайні. Легенда стверджує також, що Калідаса загинув від руки куртизанки на Шрі Ланці в період правління Кумарадаси.
Дослідники називають два можливі місця проживання Калідаси: Гімалаї або Удджайн. Ці припущення ґрунтуються на творах поета. Він детально описує Гімалаї в Кумарасамбгаві, а також пише про свою любов до Уджайна в Меґхадуті.

## Творчі набутки

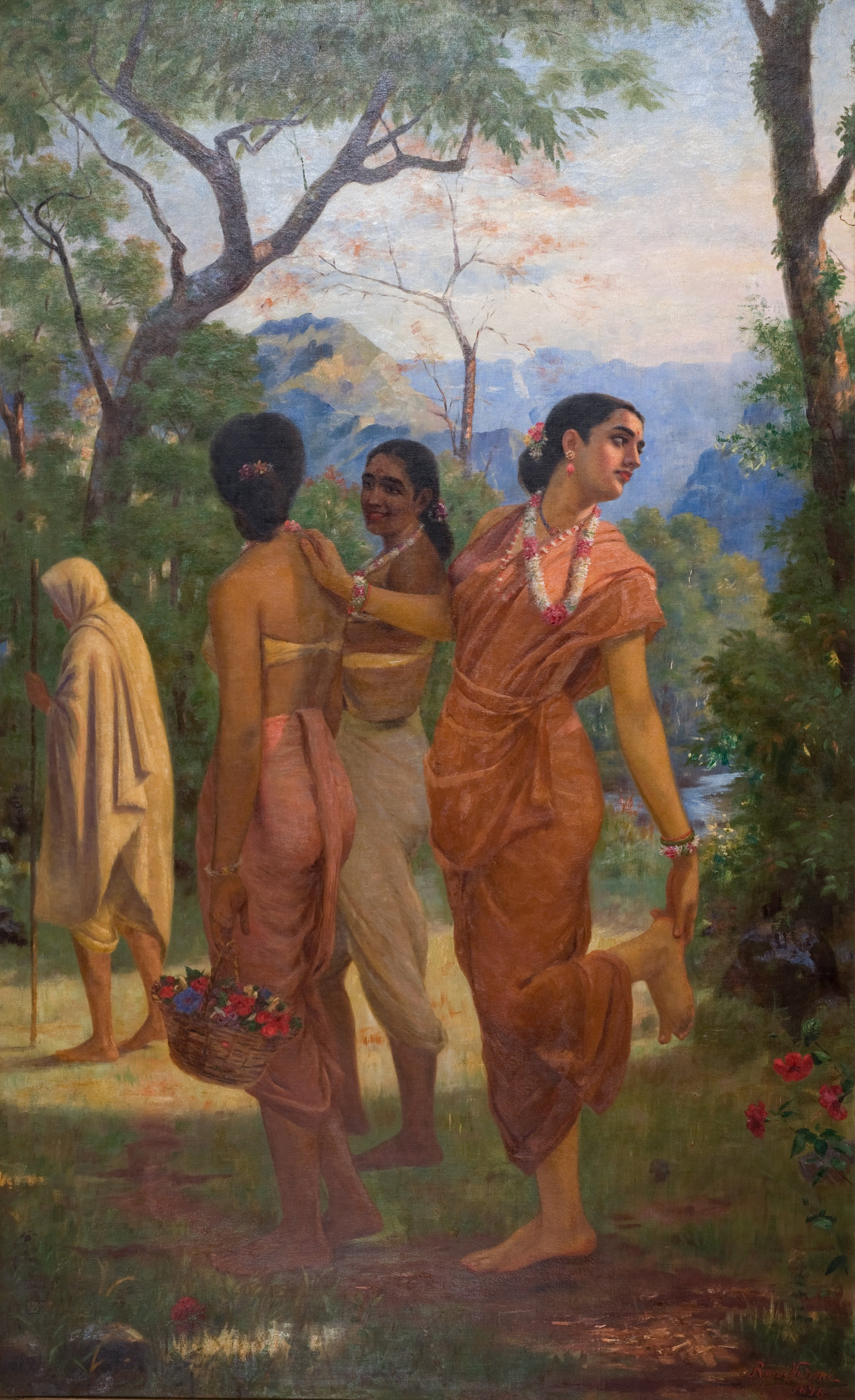
Шакунтала зупиняється озирнутися на Душ'янту, картина Раджі Раві Варма

Значущість Калідаси для індійської спільноти вилилася в його міфолізацію. А з віками, чимало невідомих авторів користувалися його іменем, дописуючи його в автори своїх творів. Відтак вченим-дослідникам довелося чимало попрацювати над текстами щоби відсіяти налипле віками. Із численних добутків, приписуваних йому, безумовно справжніми є: епічні поеми «Народження Кумара» — бога війни (Kumarasambhava) і «Історія роду Рагху» (Raghuvamca), лірична поема «Хмара-вістун» (Meghaduta) і три драми — «Визнання (по персню) Шакунтали» (Abhijnanacakuntala, збереглася у двох версіях), «Добута мужністю Урваші» (Vikramorvaciya) і «Малявіка й Агнімітра» (Malavikagnimitra).

### Особливості поезії
Якщо події особистого життя Калідаси окутані казковим туманом, то з достатньою ясністю виявляється в його творах характер соціального середовища, що їх породив. Це — зосереджена при дворах меценатів-раджів верхівка панівних класів, nagarakas, матеріально забезпечених, що культивують добірність форм побуту й спілкування «жителів міст». Благоденство за рахунок нижчих класів, безперервне дозвілля утворюють необхідні передумови для створення самодостатніх і перевитончених форм культури, для якої характерні: вишукана чуттєвість, глибока зніженість, схильність й вміння простежувати найтонші відтінки переживань, гострота «почуття природи», любов до словесної гри й ученого жарту, — словом, риси, типові для культури, що перебуває на вершині свого розквіту.
Поетична творчість Калідаси в дивних по майстерності формах відображає психоідеологію цієї верхівки феодального суспільства. Йому (на відміну від більш ранніх авторів) далека критика існуючих суспільних форм і взаємин: у своєму епосі він виступає апологетом освіченого абсолютизму — оспівані їм в «Родоводу Рагху» (Raghuvamca) мудрі царі «лише для блага своїх підданих стягують із них податі: так сонце збирає вологу, щоб тисячократно її повернути».
У центрі поетичної уваги Калідаси — внутрішній світ далеких від життєвих турбот обраних щасливців; сила його поезії в зображенні безлічі відтінків, установлених індійською теорією драми чотирьох основних поетичних настроїв, у милуванні красою людського тіла й природи, у величних або ніжних, але завжди ідеалізованих помислах і почуттях шанобливої, дружньої або жагучої приязні. Його драми — зв'язаний казковим романтичним сюжетом ряд ліричних сцен, його епос — зміна насичених ліричною емоцією описів природи й пишних картин вишуканого побуту.
Калідаса — великий майстер слова. Переклад може дати лише слабке представлення про його емоційні й у той же час чіткі образи, про несподіванку й барвистість його порівнянь і метафор, про витончену «гру» словом, що здійснює на практиці навчання Анандавардхани про «дхвани» — «відзвук», прихованому символічному змісті поезії. Характерна його «символіка природи»: «Коли місяць проганяє нічний морок, — він відкидає своїй коханій — ночі чорні волосся з особи, і вона в захваті від його поцілунків закриває очі-лотоси» («Raghuvamca»). «Закохана ліана, як прекрасна жінка, овіває дерево, її груди — грона кольорів — високо піднімаються, її вуста — ніжні нащадки — термосяться від хтивості» (там само). Зовсім непередавано в перекладах майстерність звукового інструментування у творах Калідаси.
Сюжети творів Калідаси частиною запозичені з древніх міфів і пуран (міф про шлюб Шиви й Парваті, міф про любов земного царя Пурураваса до небесної діви Урваші, що розроблювався ще у Ведах), частиною є очевидно надбанням поета (наприклад легенда про вигнання напівбога-якшаса, що посилає "хмари-вістиуна " до своєї коханої).
Із численних творів, помилково приписуваних Калідасі індійською традицією, найімовірніша приналежність йому «Опису пір року» (Rtusamara) — типового зразка ідилічної описової поезії.

### П'єси
До сучасників дійшло лише кілька творів «Індійського Шекспіра» , але тих трьох п'єс стало достатньо, щоби возвеличити їх автора до класиків індійської літератури:
- «Малавікагнімітрам» (Малавіка та Аґнімітра) — розповідає історію раджі Аґнімтітри, який закохується в портрет засланої дівчини Малавіки. Дружина раджі довідавшись про почуття чоловіка до дівчини, розізлилася й звеліна кинути Малавіку у в'язницю, але за велінням долі, Малавіка насправді справжня принцеса, що узаконило кохання.
- «Абгіджнянашакунталам» (Впізнання Шакунтали) — розповідає історію раджі Душ'янти, який зустрічає на полюванні Шакунталу, дівчину, яку вдочерив колись мудрець, і одружується з нею. Але, коли справи відкликали його до двору, стається нещастя. Вагітна Шакунтала образила гостя мудреця, і той наслав на неї прокляття. Душ'янта зовсім забуде про неї і не згадає, доки не побачить подаровану їй каблучку. Дорогою до двору Душ'янти, вагітна Шакунтала, загубила каблучку й змушена була повернутися, не зумівши добитися впізнання. Каблучку знайшов рибалка і упізнав печатку раджі, тож повернув її Душ'янті, який одразу ж згадує про Шакунталу й посилає за нею. Врешті-решт, після ще цілої низки подій, пара щасливо возз'єднується.
- «Вікраморвашіям» (про Вікраму та Урваші) — розповідає історію закоханих смертного раджі Пурурави та небесної німфи Урваші. Як безсмертна вона повинна повернутися на небеса, але там стався нещасний випадок, внаслідок якого її відіслали на землю, як просту смертну, та ще й з прокляттям — вона помре (і повернеться на небеса) в ту мить, коли її коханий побачить народжене нею дитя. Після низки пригод, включно з тимчасовим перетворенням Урваші в виноградну лозу, прокляття зняте, і закоханим дозволяється залишитися разом на землі.

### Поезія
Калідаса не обмежувався драматичною поезією (написання п'єс у віршованій формі), він практикував й окремі поетичні твори. Відтак до сучасників дійшли дві епічні поеми та два ліричних вірші:
- «Раґхувасми» (Династія Раґху) — епічна поема в якій автор оповідає про царів династії Раґху;
- «Кумарасамбгави» (Народження Кумари) — епічна поема в якій автор оповідає містичну історію кохання та народженн бога війни Кумари;
- «Меґхадута» (Хмара-вістун) — найпопулярніший ліричний вірш Калідаси в якому автор створив довершене любовне послання закоханої діви Якши до свого коханця, переслане нею містичною хмаринкою-посланцем;
- «Ртусамгара» (Висвітлення пір року) — ліричний вірш в якому автор словами двох поціновувачів природи описує шість пір року. Деякими дослідниками цей вірш береться під сумніви, вони вважають, що Калідаса не писав його.

## Калідаса в культурі
У всьому світі ім'я Калідаси завжди було поруч з іменами Гомера, Софокла, Шекспіра, а його творіння принесли безсмертя поету і драматургу. Талант поета і драматурга, зь уст в уста, передавався індійськими мудрецями – знавцями літератури, трактатів з поетики та драматургії різних епох. Пізніше вже йому ще й приписували, цілком відмінні за часом написання, твори різноманітних жанрів, а з життям його пов’язано безліч легенд і переказів. Ім'я Калідаси привласнювали інші письменники, а багато індійських міст сперечалися за право називатися його батьківщиною.

### В індійській культурі
Так вже історично склалося, що твори Калідаси, це відображення минулого світу та культури індійської народності. Відтак вони, з віками, перекочували уже в усну народну творчість й знані всіма поколіннями та верствами індійського суспільства. Очевидно, що твори Калідаси, з віками,  зазнавали невеличких змін, відносно їх первісного стану, адже зазвичай їх переписували вручну і, можливо, через певні усні відмінності-традиції, які були наявні в різних індійських краях-иериторіях..
Важливим елементом в дослідженні творчості Калідаси та її поширенні стали написані чи виголошені коментарі-пояснення до переписаних творів класика індійської літератури. Так найрозлогішими коментарями прославився Колачала Малліната Сурі (Kolāchala Mallinātha Suri), письменник, що мешкав XV столітті при дворі короля Віджаянагар (Vijayanagar king), Дева Рая II (Deva Rāya II). Найперші коментарі-пояснення зустрічаються ще в Х-у столітті  кашмірського вченого Vallabhadeva. Знані санскритні поети: Бананбахта (Bāṇabhaṭṭa), Джаядева (Jayadeva) і Раджасекхара (Rajasekhara), відзначали Калідаусу, як видатного поета. І ще сотні-тисячі коментарі-передмови до рукописних переписів творчості Калідаси - возвеличували на санскриті творіння Калідаси. До сучасників дійшов хвалебний вірш про Калідасу та його творіння — «Упама Калідасася» ("Upamā Kālidāsasya ...")

### Перші переклади
За межі Індії поеми Калідаси вийшли в часи Середньовічя. Частини його творів були перекладені різними мовами Південної, Південно-Східної і Центральної Азії. І лише наприкінці XVIII-століття з ім'ям Калідаси познайомився й Старий Світ.Калідаса належить до числа індійських поетів, знайомство з якими в Європі сходить ще до XVIII в. (англійський переклад В. Джонса «Шакунтали» в 1789, Г. Вільсона «Хмари-вісника» в 1813). Ним захоплювалися Гумбольдт і Гердер, а Ґете наслідував йому в «Пролозі в театрі» [1797] «Фауста». Неодноразово робилися спроби поставити п'єси Калідаси на європейській сцені.
Молодий англійський юрист Вільям Джонс, довідавшись у вчених брахманів, що найпопулярніший і найшановніший в Індії літературний твір — «Шякунтала», авторства поета Калідаси. Він загорівся бажанням його донести англійському світу, тож в 1789 році після виходу у світ його книжки, індійським епосом захопилася вся Європа, цей примірник взяли чимало авторів за основу й собі перекладали на рідні їм мови.
Сер Вільям Джонс дав своєму перекладу назву «Смертельне кільце» (The Fatal Ring), та опублікував його невеличким тиражем в Калькутті в 1789 році. Неочікувана популярність перекладу спонукала автора вдуге його перевидати в 1792 році, а потім і в третє — 1796 року. Саме ці його переклади здивували Європу, і одразу ж вийшли переклади-перекази на німецькій (в 1791 році) та французькій (в 1803 році) мовах.
Важливим чинником популяризації Калідаси став саме німецький переклад, написаний відомим на той час в Європі німецьким вченем, письменником і громадським діяч Георгом Фостером. Його знали при світських дворах, як великого мандрівника, якого було цікаво слухати та запрошувати на бали та урочистості. Познайомившись з перекладами Джонса і Фостера, Європа була вражена могутністю таланту Калідаси і рівнем розвитку давньоіндійської цивілізації. На багатьох видатних діячів західноєвропейської культури – Ґете, Гейне, Гердера, Шиллера, а пізніше Ліона Фейхтвангера, п'єса «Шакунтала», як і інші твори Калідаси, справляли колосальне враження. Гумбольдт і Гердер публікували хвалебні трактати, а Ґете наслідував йому в «Пролозі в театрі» (1797) «Фауста», а Шиллер вважав, що зображення в п’єсі чистого і прекрасного кохання перевершує твори давньогрецької літератури. 1792 року відомий російський письменник та історик Карамзін розмістив у «Московському журналі» переклад з німецької першого та четвертого актів п’єси, а за ним такі ж переклади з'являлись від різних авторів у видавництвах Москви, Петербургу, Одеси та навіть у Вологді.

### Театральні сходження
Неодноразово робилися спроби поставити п'єси Калідаси на європейській сцені. Ті ж таки Гете і Шиллер мріяли про постановку «Шакунтали» на сцені одного з європейських театрів, Бетховен і Шуберт – про створення на її сюжети опери і балету.

### Фільмографія
З утвердженням кінематографу, особливо на півострові Індостан, до творчості класика індійської літератури звернулися провідні кінокомпанії:
- 2014 — «Malavikagnimitam»;
- 1969 — «Kumara Sambhavam»;
- 1966 — «Shakuntala»;
- 1954 — «Vikram Urvashi»;
- 1945 — «Meghdoot»;
- 1940 — «Shakuntala»;
- 1931 — «II Shakuntala»;
- 1929 — «Malvikagni Mitra»;
- 1920 — «II Shakuntala»;
- 1920 — «I Shakuntala»;
- 1920 — «Vikram Urvashi».

### В Україні
Дослідники творчості Івана Франко вважають, що в своїх творах в напрямку орієнталістики він черпав мотиви та натхнення у творчості Калідаси.

Знавець індійської літератури, полтавчанин, Павло Ріттер вважається першим українським орієнталістом. На початку XX-го століття професор захопився творчістю Калідаси й з-під його пера вийшли переклади на російську та українську мову класичних індійських драм: «Историю рода Ракху», «Рождение Кумары» і «Облако-вестник» та «Хмара-вістун». Саме у вступній статті до останнього перекладу «Калидаса, его время и произведения», в 1915т році науковець Ріттер визначає дати життя і творчості Калідаси (380-413 рр.) та обґрунтовує це твердження, наводячи різні приклади, посилаючись на твори самого Калідаси. 
Натомість, головну лепту в пізнанні Калідаси українською спільнотою привніс інший класик української літератури — Гнат Хоткевич. Він переклав на українську мову головний твір індійського класика - п'єсу «Шякунтала». А оскільки Хоткевич був ще й знаним музикою, то не міг оминути таку колоритну тему й написав ще 23 інструментальних та 7 вокальних творів до П'єса «Шякунтала».
Бібліографія українських перекладів творчості Калідаси:
- «КАЛІДАСА. Шякунталя» / Пер., передм., приміт. Г.Хоткевича. – Х.: Держвидав України, 1928. – 199 с. 120;
- «КАЛІДАСА. Шякунталя»: Драма / Пер., передм. Г.Хоткевича. – Х.: Держвидав України, 1929. – 200 с. 121;
- «КАЛІДАСА. Шакунталя»: Драма / Пер. Г.Хоткевича; «Хмара-вістун»: Поема / Пер. П.Ріттера. – К.: Держлітвидав УРСР, 1958. – 223 с. 123;
- «КАЛІДАСА. Шакунталя»: Драма: Уривки / Пер. Г.Хоткевича // Антологія літератур Сходу. – Х., 1961.

Незважаючи на те, що ще в радянський період до творчості класика драматургії Індії зверталися театри Москви, Ленінграду, Ташкенту, на українських підмостках драми Калідаси не ставилися.
Лише в часі незалежної України, на початку XXI-го століття п'єса «Шякунтала» за мотивами твору Калідаси та «Махабгарати» ввійшла до репертуару Київського театру ім. Франка в сезоні 2009. АвторськА версіЯ режисера Олександра Приходько, в якій індійський колорит переплітається з образами, навіяними творчістю видатної української художниці Марії Приймаченко та «Енеїдою» Котляревського та помережині живою й чарівною індійською музикою у виконанні українських музикантів, перетворює її на справжню феєрію.

## Пошанування Калідаси
Визначного індійського літератора вшановують по всій Індії. Чимало студентів та науковціві пишуть свої аналітичні роботи щодо його творчості, проводяться семінари та наукові конференції.
Творчістю Калідаси надихалися митці всього світу. Відома французька жінка-скульптор реалістичного напрямку Каміла Клодель створила свою «Шакунталу» в 1888 році. Загалом у світі створено більше 100 скульптур і 30 зображень Калідаси.
На честь Калідаси названо кратер на Меркурії.

## Видання
- . Ріттер П. Г. s:Хмара-вістун (Megha-dûta): Старо-індійська елегія Калідаси: Пер. з санскритської мови з вступною статтею й примітками Павло Ріттер / Всеукр. наукова асоціація сходознавства. — Х., 1928. — 48 с.: іл.
- «Калідаса. Шякунтала.» Драма.— «Хмара-вістун». Поема. Вступна стаття В. Пащенка. К., Держлітвидав, 1958.
- «Калідаса. Шакунталя»: Драма / Пер. Г.Хоткевича; Хмара-вістун: Поема / Пер. П.Ріттера. – К.: Держлітвидав УРСР, 1958. – 223 с. 123;
- «Sacontala or The Fatal Ring»: William Jones; Calcutta; 1789; 156 art.;(англ.);
- «Sacontala or The Fatal Ring»: William Jones; Charlton Tucker; London; 1870; 156 art.;(англ.);
- «Śakoontalá or The Lost Ring»: Monier Monier-Williams; Wm. H. Allen & Co.; London; 1872; 259 art.;(англ.);
- «The Malavikágnimitra : a Sanskrit play Kālidāsa»: Charles Henry Tawney; Calcutta: Thacker, Spink & Co; London; 1891; 118 art.;(англ.);
- «The Raghuvança of Kâlidâsa»: Pierce de Lacy Johnstone; J.M. Dent and Co.; London; 1902; 200 art.;(англ.);
- «The Raghuvança of Kâlidâsa»: Pierce de Lacy Johnstone; J.M. Dent and Co.; London; 1902; 200 art.;(англ.);
- «The Birth of the War-God: A POEM BY KÁLIDÁSA.»: Ralph Thomas Hotchkin Griffith; Wm. H. Allen & Co.; London; 1856; 200 art.;(англ.);
- «The Mégha Dúta or Cloud Messenger: Meghadūta»: Horace Hayman Wilson; Black, Georg Joachim Göschen; London; 1814; 175 art.;(англ.);
- «Scenen aus dem Sacontala»: Georg Forster; Wm. H. Allen & Co.; Leipzig; 1790;;(нім.);
- «Urwasi, der Preis der Tapferkeit: Ein Drama in fünf Akten»: Friedrich Bollensen; St. Petersburg; 1846;;(нім.);
- «Калидаса. Потомки Рагху»: Поэма (Песнь 1). Л., 1940;(рос.)
- «Калидаса». Эрман В. Г.  М., 1976;(рос.)
- «Калидаса. Шакунтала, или Перстень-примета»: Фрагменты. — В кн.: Классическая драма Востока. М., 1976;(рос.)
- «LivreSacontala, ou L'anneau fatal»: Antoine-André Bruguière; PARIS; 1803;(фр.)
- «La Reconnaissance de Sacountala»: Antoine-Léonard Chézy; PARIS; 1830;(фр.)
- «SAKUNTALA, SKUESPIL I SYV OPTRIN AF KALIDASAS»: Martin Hammerichs; Fru Maria Aagaard; til Iselingen; 1858;
- «Málaviká a Agnimitras: Kalidasa»: Josef Zubatý; Národní knihovna České republiky; V Praze; 1893;
- «Urvasia, fabula Calidasi». Textum sanscritum ed., interpretationem latinam et notas illustrantes adiecit Robertus Lenz. Berolini, 1833. XXV, 241 p;